# Informe SESPAS

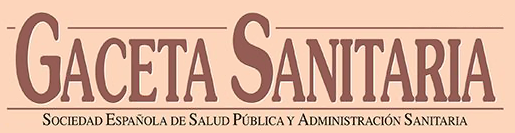
Cabecera de Gaceta Sanitaria.

Revista de acceso libre.

Los Informes SESPAS son documentos bienales elaborados por numerosos profesionales y científicos desde 1993, a instancias de la Sociedad Española de Salud Pública y Administración Sanitaria, en torno a grandes temas y debates sanitarios y sociales. Tienen una notable proyección sobre la determinación de políticas socio-sanitarias en España, el desarrollo de estrategias hacia la salud de la población, y están dirigidos al sistema sanitario. Los Informes SESPAS se publican como suplemento monográfico en la revista Gaceta Sanitaria.

## Informe SESPAS 2024
Título: Escasez y desequilibrios de profesionales sanitarios en España.
Coordinador: Vicente Ortún
Consta de 4 bloques:
1. Los desequilibrios de médicos en España, la escasez de enfermeras y los retos de la gobernanza de los Recursos Humanos
2. Formación de recursos humanos en el Sistema Nacional de Salud
3. Diferencias entre la práctica pública y la privada en la sanidad española
4. La salud y el bienestar del personal sanitario.

## Informe SESPAS 2022
Título: La respuesta a la pandemia de COVID-19: lecciones aprendidas.
Editores: Federico de Montalvo Jaaskelainen, Pedro Gullón Tosio, Blanca Lumbreras Lacarra, Fernando Ignacio Sánchez-Martínez, María Teresa Ruiz Cantero.
Consta de 17 artículos repartidos en los siguientes apartados:
- Una pandemia desigual.
- El sistema sanitario y sociosanitario ante la pandemia de COVID-19.
- La respuesta de la salud pública: prevención, medidas farmacológicas y no farmacológicas.
- Comprender cómo nos comportamos en una crisis.
- Garantías legales de la salud.

## Informe SESPAS 2020
Título: Retos actuales de la Salud Mental desde la Salud Pública y la Administración Sanitaria.
Editores: Jordi Alonso, Juan María Cabasés, Vanessa Puig-Barrachina, María del Mar García-Calvente.
Consta de 12 artículos divididos en tres bloques:
- Salud Mental: organización, niveles de acción y empoderamiento.
- Desigualdades en salud mental: crisis económica y género.
- Salud mental, salud ambiental y Derecho.

## Informe SESPAS 2018
Título: Salud comunitaria y administración local.
Editores: Blanca Botello Díaz, Jara Cubillo Llanes, Vicente Gea Caballero, Sebastià March Llull, Mariano Hernán García, Andreu Segura Benedicto.
Consta de 18 artículos divididos en tres bloques:
- ¿Quién?: "describen los agentes principales que trabajan en la salud comunitaria: la comunidad, el sistema sanitario y la administración local; y cómo ha evolucionado su relación e implicación con la salud comunitaria, qué conceptos manejan".
- ¿Cómo?: "se encuentran en este momento y cuáles son sus retos futuros. Recoge aportaciones más metodológicas, orientadas a la implementación práctica de las intervenciones comunitarias."
- ¿Qué?: "acopia algunas experiencias sobre aspectos determinados de la salud comunitaria en el ámbito local, así como sobre la formación en salud comunitaria, el urbanismo, el género, los barrios o las universidades saludables."

Además, incluye 5 diálogos con debates para continuar desarrollando la salud comunitaria.

## Informe SESPAS 2016
Título: La salud pública y las políticas de salud. Del conocimiento a la práctica.
Editores: Cristina Hernández-Quevedo, Rosana Peiró, Joan R Villalbí.
Aporta reflexiones y ejemplos sobre la implantación de políticas de salud de las que ya hay evidencias acerca de su utilidad. Por ello, revisa diversas políticas que deberían implantarse en nuestro país, con frecuencia a partir de experiencias prometedoras, y también incluye algún ejemplo de implantación exitosa. En buena parte, los documentos que incluye plantean como ir superando la brecha entre el conocimiento y su aplicación. El informe pone especial interés en su aplicación práctica: qué hacer, y cómo hacerlo.
Los diferentes trabajos cubren seis apartados:
- Marco institucional y organizativo y buen gobierno
- Equidad
- Vigilancia de la salud
- Protección de la salud
- Promoción de la salud
- Prevención de la enfermedad

## Informe SESPAS 2014
Título: Crisis económica y salud.
Editores: Imma Cortès-Franch, y Beatriz González López-Valcárcel.
Se divide en cinco bloques:
- Crisis económico-financiera y salud, un área de investigación frontera
- Impacto sobre determinantes estructurales de la salud y de las desigualdades en salud
- Impacto sobre los sistemas de salud
- Resultados en salud y en comportamientos relacionados con la salud. Indicadores de monitorización
- Impacto sobre grupos de población específicos

"Hay evidencia de la relación de la crisis con la salud de la población española, con las desigualdades en salud, con los cambios en algunos estilos de vida y con el acceso a servicios sanitarios. La crisis ha impactado en muchos determinantes estructurales de la salud, y se identifican distintos grupos de población que son más vulnerables a los efectos de la crisis. Generalmente, las respuestas políticas sobre cómo gestionar las crisis no han tenido en cuenta la evidencia existente. La crisis puede facilitar la vulnerabilidad de las políticas públicas a la acción de las corporaciones, poniendo en riesgo la implantación de políticas saludables."

## Informe SESPAS 2012
Título: Atención Primaria: Evidencias, experiencias y tendencias en clínica, gestión y política sanitaria.
Editores: Francisco Hernansanz, Ana Clavería, y Juan Gérvas.
Se divide en cuatro bloques: políticas sanitarias, la profesión, la gestión de centros y áreas de salud, y la microgestión. Da una visión general de la Atención Primaria enfocada a sus propias características, pero también a la Salud Pública. Se tratan todos los problemas importantes y se consideran todos los profesionales. Hay un mayor énfasis acerca de la formación del médico, por su importancia en el equipo de Atención Primaria y en la sociedad. El objetivo es ayudar en la toma de decisiones para lograr una Atención Primaria incardinada en el Sistema Nacional de Salud, tanto con Salud Pública, como con la Atención Especializada y con otros servicios y sectores socio-sanitarios.

## Informe SESPAS 2010
Título: La Salud Pública en la sociedad española: Hacia la salud en todas las políticas. 
Editores: Lucía Artazcoz, Juan Oliva, Vicenta Escribà-Agüir, y Óscar Zurriaga.
Consta de cuatro partes:
1. Los retos de la incorporación del principio de salud en todas las políticas en la salud pública.
2. Reflexión sobre la relación entre el sistema sanitario y la salud pública.
3. Políticas intersectoriales de salud pública.
4. Temas transversales de salud pública, como la formación, la información, la investigación, la evaluación y la ética en las políticas de salud pública.

Pretende contribuir al avance de la incorporación del principio Salud en todas las políticas en la salud pública en España. Las decisiones políticas que influyen sobre la salud de las personas no sólo, ni de manera más significativa, son las relacionadas con los servicios o las políticas sanitarias, sino fundamentalmente las tomadas en otros ámbitos públicos y privados, políticos y civiles.
Para ello se requiere, entre otros cambios, una profunda reforma de los sistemas de información sanitaria a fin de incluir los determinantes de la salud y de las desigualdades, así como promover la investigación sobre los determinantes de la salud y la difusión de esta información, no sólo en el ámbito académico sino también entre la población general, los agentes sociales y los sectores no sanitarios.

## Informe SESPAS 2008
Título: Mejorando la efectividad de las intervenciones públicas sobre la salud. 
Editores: Beatriz González López-Valcárcel, Ildefonso Hernández Aguado, Ricard Meneu de Guillerna, Rosa María Urbanos Garrido, y María Luisa Vázquez Navarrete.
Para contribuir eficazmente a la mejora de la efectividad de las intervenciones públicas sobre la salud, parece que puede ser útil adoptar una actitud más participativa que prescriptiva, y desarrollar más y mejores estudios de evaluación del impacto en salud, empezando a valorar también el efecto en la salud de las decisiones de las instituciones públicas. En esta tarea los profesionales de la salud pública resultarán más valiosos en la medida que resulten más visibles y más creíbles. Para ello, deberían tender a una mayor independencia del poder político, suministrar información directamente a la población y otros interesados, y enfrentar el desarrollo pleno de sus competencias, más desde perspectivas profesionales que como meros elementos de importantes estructuras burocráticas.

## Informe SESPAS 2006
Título: Los desajustes en la salud en el mundo desarrollado. 
Editores: Luis Palomo, Vicente Ortún, Fernando G. Benavides, y Soledad Márquez-Calderón.
Los problemas de salud de las sociedades desarrolladas, que podrían configurar un nuevo paradigma de medicalización del malestar y de "consumismo sanitario". El análisis de esta crisis de racionalidad social y médica es relevante porque incorpora elementos que afectan a la sostenibilidad de los sistemas públicos de salud.

## Informe SESPAS 2004
Título: La salud pública desde la perspectiva de género y clase social. 
Editores: Carme Borrell, María del Mar García-Calvente, y José Vicente Martí-Boscà.
Las desigualdades de sexo y de clase social, y su impacto en la salud; el análisis de la enorme influencia de estas variables en la salud, desvela también el efecto multiplicativo que tienen los riesgos (mujer, desempleo, pobreza, ...), y que debe llevar a articular políticas integradas orientadas a los grupos más vulnerables.

## Informe SESPAS 2002
Título: Invertir para la salud. Prioridades en salud pública. 
Editores: Juan M. Cabasés, Joan R. Villalbí, y Carlos Aibar.
La necesidad de establecer y asumir prioridades en la acción colectiva ante los problemas de salud, llevó a dedicar un espacio de reflexión multiprofesional.

## Informe SESPAS 2000
Título: La salud pública ante los desafíos de un nuevo siglo. 
Editores: Carlos Álvarez Dardet y Salvador Peiró.
El final del siglo XX deja en evidencia la enorme dificultad para alcanzar los objetivos de Salud para Todos en el año 2000. Revisar estos objetivos, en el caso de España, y evaluar el grado de cumplimiento y las razones de los fallos o insuficiencias, era una tarea importante que exigía una importante contribución de la comunidad científica y profesional.

## Informe SESPAS 1998
Título: La salud pública y el futuro del estado del bienestar. 
Editores: Francisco Javier Catlà, y Esteban de Manuel Keenoy.
El debate actual sobre sostenibilidad del sistema público de salud no viene de ahora, y así, SESPAS en 1998 lanza una reflexión sobre la salud pública y el estado de bienestar que permite una temprana aproximación de muchos profesionales e investigadores a este reto planteado con gran intensidad.

## Informe SESPAS 1995
Título: La salud y el sistema sanitario en España. 
Editores: Carmen Navarro, Juan M. Cabasés, y Mª José Tormo.
Dividido en dos partes: salud y prevención, y los servicios sanitarios.

## Informe SESPAS 1993
Título: La salud y el sistema sanitario en España.
Organizado en cuatro capítulos: visión global, problemas prioritarios, determinantes, y los servicios sanitarios..